# Alex Muralha
Alex Roberto Santana Rafael (Três Corações, 1989. október 10. –), ismert nevén Alex Santana, brazil labdarúgó, jelenleg a Coritiba kapusa.